# Athysanopsis
Athysanopsis  (лат.) — род цикадок из отряда полужесткокрылые насекомые.

## Описание
Цикадки размером 7—8 мм. Стройные, с параллельно-сторонним теменем и бороздкой между глазками на переходе лица в темя. Около 4 видов.
- Athysanopsis nitobei Mats.)
- Athysanopsis nuchalis Jacobi